# Knick: Doktoři bez hranic
Knick: Doktoři bez hranic (v originálním znění The Knick) je americký televizní seriál z produkce Cinemaxu od oscarového režiséra Stevena Soderbergha. První vysílaní seriálu proběhlo 8. srpna 2014 na televizní stanici Cinemax. Druhá série seriálu byla poprvé vysílána 16. října 2015. V březnu 2017 Cinemax oznámil, že seriál byl zrušen.
V září 2020 Soderbergh potvrdil, že se připravuje nová sezóna seriálu pod vedením Barryho Jenkinse a André Hollanda, který se vrátí jako jeho postava Dr. Algernon C. Edwards, a že původní tvůrci Jack Amiel a Michael Begler napsali pilotní díl třetí série.

## Ocenění

### Výhry
- Cena Emmy za vyčnívající produkční design (2015)
- Ocenění AFI za nejlepší TV program roku 2015
- Cena CDG za nejlepší dobový televizní seriál (2016)
- Cena TV za nejlepší dabing v televizním seriálu (2015)
- Ocenění Peabody (2015)
- Ocenění Satellite za nejlepšího herce v dramatickém seriálu (Clive Owen) (2015)
- Ocenění Satellite za nejlepší dramatický seriál (2015)
- Ocenění Satellite za nejlepší televizní soubor (2015)

### Nominace
- Ocenění Emmy za nejlepší režii (2016)
- Ocenění Emmy za nejlepší úpravu vlasů pro single-camera snímek (2016)
- Ocenění Emmy za nejlepší makeup pro single-camera snímek (2016)
- Ocenění Emmy za vyčnívající produkční design (2016)
- Ocenění Emmy za nejlepší režii pro dramatický seriál (2015)
- Ocenění Emmy za nejlepší makeup pro single-camera snímek (2015)
- Ocenění Emmy za nejlepší úpravu vlasů pro single-camera snímky (2015)
- Ocenění Emmy za nejlepší makeup pro single-camera snímky (Neprotetické) (2015)
- Ocenění Eddie za nejlépe udělaný One-hour seriál pro nekomerční televizi (2016)
- Ocenění Art Directors za excelenci v produkčním designu pro One-hour period nebo fantasy single-camera v televizním seriálu (2016)
- Ocenění Art Directors za excelenci v produkčním designu pro One-hour period nebo fantasy single-camera v televizním seriálu (2015)
- Ocenění CDG za nejlepší dobový televizní seriál (2015)
- Ocenění Critic's Choice za nejlepšího herce v dramatickém seriálu (2016)
- Ocenění Critic's Choice za nejlepší drama seriál (2016)
- Ocenění Critic's Choice za nejlepšího vedlejšího herce v drama seriálu (2016)
- Ocenění DGA za nejlepší režijní výkon v dramatickém seriálu (2016)
- Ocenění Golden Globe za nejlepší herecký výkon v dramatickém seriálu (2015)
- Ocenění TV za nejlepšího hlasového herce v TV seriálu (2015)
- Ocenění Hollywood Makeup Artist and Hair Stylist za nejlepší speciální makeup efekty v televizi (2016)
- Ocenění Hollywood Makeup Artist and Hair Stylist za nejlepší speciální makeup efekty v televizi (2015)
- Ocenění Hollywood Makeup Artist and Hair Stylist za nejlepší hair styling (2015)
- Ocenění Hollywood Makeup Artist and Hair Stylist za nejlepší makeup v dobovém seriálu (2015)
- Ocenění HMMA za nejlepší původní skóre – televizní pořad (2014)
- Ocenění IGN za nejlepšího TV herce (2014)
- Ocenění NAMIC za nejlepší drama (2016)
- Ocenění OFTA za nejlepší hudbu v seriálu (2016)
- Ocenění OFTA za nejlepšího herce v drama seriálu (2016)
- Ocenění OFTA za nejlepší režiséra drama seriálu (2016)
- Ocenění OFTA za nejlepší makeup/ hairstyling v seriálu (2016)
- Ocenění Satellite za nejlepší vedlejší roli v seriálu (2015)
- Ocenění VES za nejlepší kompozice v programu Photoreal/Live Action Broadcast (2015)
- Ocenění WGA za nejlepší nový seriál (2015)